# Челла-Дати
Челла-Дати (итал. Cella Dati) — коммуна в Италии, располагается в регионе Ломбардия, в провинции Кремона.
Население составляет 558 человек (2010 г.), плотность населения составляет 31 чел./км². Занимает площадь 19 км². Почтовый индекс — 26040. Телефонный код — 0372.
В коммуне имеется приходской храм Успения Пресвятой Богородицы.

## Демография
Динамика населения:

## Администрация коммуны
- Официальный сайт: